# Corujas
Corujas ist ein Dorf mit 143 Einwohnern (Stand 19. April 2021) im Nordosten von Portugal und gehört zur Stadt Macedo de Cavaleiros. Es liegt ca. 35 km südlich von Bragança im gleichnamigen Distrikt, Unterregion Tâmega, in der Region Norte. Die Gemeindefläche beträgt 9,9 km². Sein Name ist auch die portugiesische Bezeichnung der Eulen.